# Wretched and Divine: The Story of the Wild Ones
Wretched and Divine: The Story of the Wild Ones – trzeci album studyjny amerykańskiego zespołu glam metal Black Veil Brides, wydany 8 stycznia 2013 r. przez wytwórnię Lava Music / Universal Republic Records. Jest to album koncepcyjny, który został poprzedzony wydanym 12 grudnia 2012 r. singlem "In the End".

## Lista utworów
| Nr  | Tytuł piosenki                          | Czas |
| --- | --------------------------------------- | ---- |
| 1.  | "Exordium"                              | 0:25 |
| 2.  | "I Am Bulletproof"                      | 3:34 |
| 3.  | "New Years Day"                         | 3:25 |
| 4.  | "F.E.A.R. Transmission 1: Stay Close"   | 0:35 |
| 5.  | "Wretched And Divine"                   | 3:38 |
| 6.  | "We Don't Belong"                       | 3:36 |
| 7.  | " F.E.A.R. Transmission 2: Trust"       | 0:20 |
| 8.  | "Devil's Choir"                         | 2:57 |
| 9.  | "Resurrect The Sun"                     | 4:35 |
| 10. | "Overture"                              | 1:38 |
| 11. | "Shadows Die"                           | 5:25 |
| 12. | "Abeyance"                              | 0:14 |
| 13. | "Days Are Numbered"                     | 3:41 |
| 14. | "Done For You"                          | 2:34 |
| 15. | "Nobody's Hero"                         | 3:36 |
| 16. | "Lost It All"                           | 5:20 |
| 17. | "F.E.A.R. Transmission 3: As War Fades" | 0:58 |
| 18. | "In the End"                            | 3:48 |
| 19. | "F.E.A.R: Final Transmission"           | 0:54 |